# Horný vrch
Horný vrch este o arie protejată (arie specială de conservare — SAC, sit de importanță comunitară — SCI) din Slovacia întinsă pe o suprafață de 6.027,69 ha, integral pe uscat.

## Localizare
Centrul sitului Horný vrch este situat la coordonatele 48°38′28″N 20°46′47″E / 48.641111°N 20.779722°E.

## Înființare
Situl Horný vrch a fost declarat sit de importanță comunitară în aprilie 2004 pentru a proteja 8 specii de plante și 22 de specii de animale. Situl a fost protejat și ca arie specială de conservare în martie 2004.

## Biodiversitate
Situată în ecoregiunile alpină și panonică, aria protejată conține 19 habitate naturale: Formațiuni ierboase bogate în specii de Nardus, dezvoltate pe substraturi silicioase în zone montane (și în zone submontane, în Europa continentală), Tufărișuri subcontinentale peripanonice, Păduri panonice cu Quercus pubescens, Grohotișuri medio-europene calcaroase, de la nivel colinar și montan, Păduri panonice cu Quercus petraea și Carpinus betulus, Păduri de fag Asperulo-Fagetum, Pajiști panonice carstice (Stipo-Festucetalia pallentis), Fânețe de joasă altitudine (Alopecurus pratensis, Sanguisorba officinalis), Pajiști uscate seminaturale și facies de acoperire cu tufișuri pe substraturi calcaroase (Festuco-Brometalia) (* situri importante pentru orhidee), Peșteri inaccesibile publicului, Liziere de ierburi înalte hidrofile de câmpie și de nivel montan până la alpin, Pante stâncoase calcaroase cu vegetație casmofită, Pajiști carstice calcaroase sau bazofile, de Alysso-Sedion albi, Pajiști stepice subpanonice, Păduri de fag din Europa Centrală dezvoltate pe sol calcaros cu Cephalanthero-Fagion, Păduri de fag Luzulo-Fagetum, Păduri pe pante, grohotișuri și ravene de Tilio-Acerion, Păduri calcicole cu Pinus sylvestris din Carpații Occidentali, Pajiști uscate seminaturale și facies de acoperire cu tufișuri pe substraturi calcaroase (Festuco-Brometalia) (* situri importante pentru orhidee).
La baza desemnării sitului se află mai multe specii protejate:
- plante (8): papucul doamnei (Cypripedium calceolus), Dracocephalum austriacum, Iris aphylla subsp. hungarica, Onosma tornensis, Pontechium maculatum subsp. maculatum, sisinei (Pulsatilla grandis), dedițelul (Pulsatilla patens), Thlaspi jankae
- păsări (2): șerpar (Circaetus gallicus), șoim dunărean (Falco cherrug)
- amfibieni (1): izvoraș-cu-burta-galbenă (Bombina variegata)
- mamifere (13): liliac cârn (Barbastella barbastellus), lupul (Canis lupus), râs eurasiatic (Lynx lynx), liliac cu aripi lungi (Miniopterus schreibersii), liliac cu urechi mari (Myotis bechsteinii), liliac cu urechi de șoarece (Myotis blythii), liliac de iaz (Myotis dasycneme), liliac cărămiziu (Myotis emarginatus), liliac comun (Myotis myotis), liliacul mediteranean cu potcoavă (Rhinolophus euryale), liliacul mare cu potcoavă (Rhinolophus ferrumequinum), liliacul mic cu potcoavă (Rhinolophus hipposideros), popândău (Spermophilus citellus)
- nevertebrate (6): Carabus variolosus, Euplagia quadripunctaria, rădașcă (Lucanus cervus), Rosalia alpina, bythinella pannonica (Sadleriana pannonica), Stenobothrus eurasius

Pe lângă speciile protejate, pe teritoriul sitului au mai fost identificate 97 de specii de plante, 3 specii de amfibieni, 17 specii de mamifere, 1 specie de nevertebrate, 6 specii de reptile.